# Нефтяной фонтан на промысле Балаханы
«Нефтяной фонтан на промысле Балаханы» — российский короткометражный документальный фильм Александра Мишона. 
Фильм был показан в рамках Кинематографа братьев Люмьер. Премьера состоялась в Баку 4 августа 1898 года.

## Сюжет
На нефтяной фабрике близ села Балаханы происходит пожар.